# Marie Gröön
Marie Gröön, född 1979, är en svensk författare. Uppvuxen i Mariestad, numera bosatt i Göteborg. Sommaren 2004 vann hon Serums Poesicup.